# Le Montet
Le Montet [lə mɔ̃tɛ] ist eine französische Gemeinde mit 469 Einwohnern (Stand 1. Januar 2022) im Département Allier in der Region Auvergne-Rhône-Alpes. Sie gehört zum Arrondissement Moulins und zum Kanton Souvigny.

## Geografie
Le Montet liegt auf 476 m auf der Wasserscheide zwischen den Flusssystemen von Cher und Allier, etwa auf halbem Weg zwischen den Städten Montluçon und Moulins.

## Bevölkerungsentwicklung

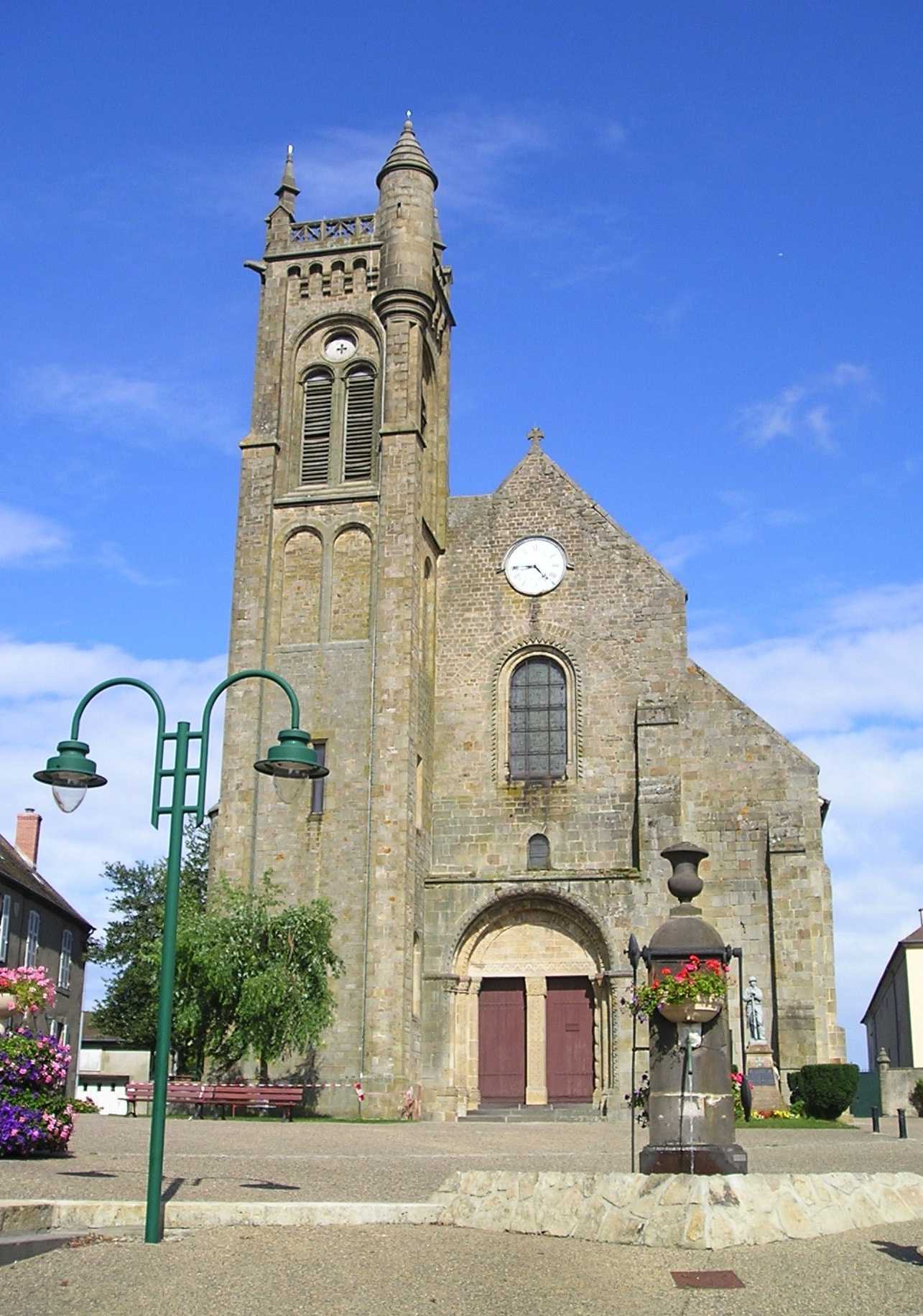
Westfassade der Kirche Saint-Gervais-Saint-Protais

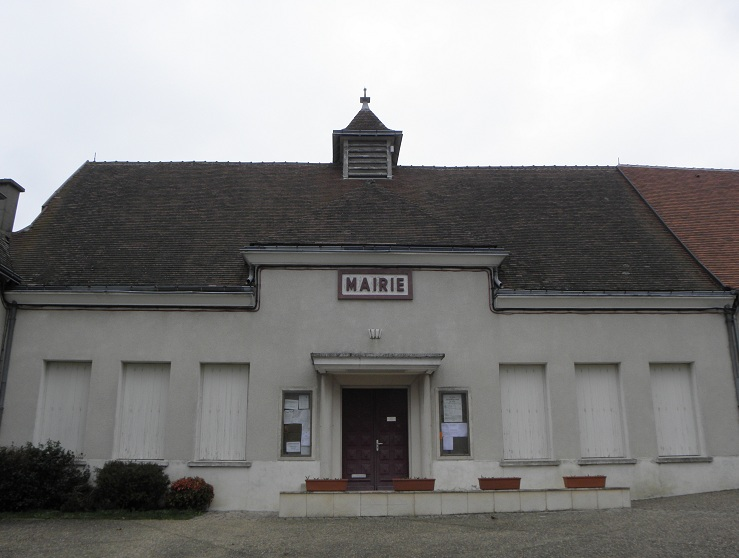
Mairie (Gemeindeverwaltung)

| Jahr                       | 1962 | 1968 | 1975 | 1982 | 1990 | 1999 | 2006 | 2018 |
| Einwohner                  | 582  | 583  | 505  | 544  | 534  | 502  | 509  | 468  |
| Quellen: Cassini und INSEE |      |      |      |      |      |      |      |      |

## Sehenswürdigkeiten
- Kirche Saint-Gervais-Saint-Protais, romanisch (Ende 11. Jahrhundert; im 14. Jahrhundert verändert), dreischiffig mit kleinem Chorraum, schön gestaltete Kapitelle, sehenswertes Westportal, Kirchturm im Nordwesten aus der 1. Hälfte des 19. Jahrhunderts, Monument historique[1], Architekt: Jean-Baptiste Lassus. Die von dem Bourbonen Archambault/Archimbald III. († 1095) gestiftete Kirche, in der er auch bestattet wurde, war das Zentrum eines von Archambault II. († 1078) gegründeten Benediktiner-Priorats.